# Beijing Schmidt CCD Asteroid Program
O BAO Schmidt CCD Asteroid Program ou Beijing Schmidt CCD Asteroid Program ou SCAP foi um projeto organizado em maio de 1995 pelo Observatório Astronômico de Pequim e fundada pela Academia Chinesa de Ciências. Tinha como objetivo a descoberta de objetos próximos da Terra e cometas.

## Instrumento
O instrumento utilizado pelo SCAP para detectar objetos próximos da Terra era um telescópio Schmidt de 60/90 cm. Equipado com uma câmera CCD com resolução de 2048×2048, esse telescópio foi instalado na estação BAO Xinglong na província de Hebei na China.

## Descobertas
De 1995 a 1999, o SCAP descobriu um novo cometa e 2460 novos asteróides e observou 43860 outros asteróides, se tornando o quinto maior projeto de observação de asteróides da época.